# Robin Simović
Robin Simović (ur. 29 maja 1991 w Malmö) – szwedzki piłkarz występujący na pozycji napastnika.

## Kariera piłkarska
Od 2010 roku występował w Malmö FF, Lunds BK, Lilla Torg FF, IFK Klagshamn, Ängelholms FF, Helsingborgs IF i Nagoya Grampus.